# Grigori Anatoljewitsch Drosd
Grigori Anatoljewitsch Drosd (russisch Григорий Анатольевич Дрозд; * 26. August 1979 in Prokopjewsk) ist ein russischer Profiboxer und aktueller Champion in Recess der WBC im Cruisergewicht.

## Sportliche Karriere
Drozd begann in seiner Kindheit und Jugend mit verschiedenen Kampfsportarten. Im Kickboxen wurde er bereits mit 15 Jahren russischer Jugendmeister und erreichte den dritten Platz bei den Asienmeisterschaften. Im Amateur-Thaiboxen konnte er 1995 die Meisterschaft der CIS gewinnen, mit 17 Jahren wurde er Dritter bei den Weltmeisterschaften. Anschließend wurde er noch zweifacher Europameister und 2001 in Bangkok Weltmeister.
Nach nur vier Amateurboxkämpfen wechselte er 2001 ins Profiboxlager und wurde unter anderem von Fritz Sdunek trainiert. Bis Mitte 2006 gewann er jeden seiner 25 Kämpfe, davon 20 vorzeitig. Er wurde unter anderem 2003 Russischer Meister sowie 2004 Interkontinentaler Meister der IBO und boxte in Russland, Ukraine, den USA, Deutschland und Österreich. Im Oktober 2006 konnte er in einem WM-Ausscheidungskampf in Stuttgart gegen Firat Arslan boxen, unterlag jedoch kurz vor Ende der fünften Runde durch Ringrichterabbruch (t.K.o). Bis zu diesem Zeitpunkt war er bereits auf Platz 3 der WBO-Weltrangliste geführt worden.
Anschließend erzielte er eine Reihe von Siegen, darunter 2008 gegen den Amateurweltmeister Michael Simms. Im Oktober 2013 besiegte er Mateusz Masternak (Bilanz: 30-0, 22 K. o.) durch t.K.o. in der elften Runde und wurde Europameister (EBU) Im Cruisergewicht. Am 27. September 2014 gelang ihm zudem ein einstimmiger Punktesieg gegen Krzysztof Włodarczyk (49-2) und damit der Gewinn der WBC-Weltmeisterschaft.
Im Mai 2015 verteidigte er den Titel vorzeitig gegen den Polen Łukasz Janik (28-2). Aufgrund von Trainingsverletzungen konnte Drosd anschließend länger keine Titelverteidigung bestreiten, sein Kampf gegen Ilunga Makabu wurde zweimal verschoben. Drosd wurde daraufhin von der WBC zum Champion in Recess erklärt. Er verlor damit zwar seinen WM-Gürtel, darf aber nach seiner Genesung sofort den neuen Weltmeister herausfordern.